# Osztrák csészegomba
Az osztrák csészegomba (Sarcoscypha austriaca) a tömlősgombák (Ascomycota) törzsébe, a csészegombák (Pezizales) rendjébe tartozó faj.
1884-ben Günther Beck von Mannagetta und Lerchenau osztrák mikológus írta le tudományosan először a fajt, Peziza austriaca néven. 1907-ben Jean Louis Emile Boudier francia mikológus a Sarcoscypa nemzetségbe sorolta át, ekkor kapta jelenlegi tudományos nevét (Sarcoscypha austriaca).
Nevének jelentése Ausztriából származó, ahol ez a faj is előfordul.

## Előfordulása
A Sarcoscypha nemzetség széles körben elterjedt az északi mérsékelt és borealis régiókban, de a szubtrópusi területeken és a déli féltekén is előfordul.
Európa-szerte megtalálható.
Nagy-Britanniában és Írországban kimondottan gyakori különösen a nagy csapadékú területeken.

## Élőhelye
Szaprofita faj. 
Lomberdőkben a földre hullott, korhadó, nedves faágakon csoportosan terem. Különösen kedveli a mohás, zuzmós felületeket.
Leggyakrabban akác-, éger-, fűz- és juharágakon nő.
Az egyik legkorábban megjelenő gombafaj, már a hó alól kibukkannak tűzpiros csészéi. Decembertől áprilisig nő.
Bár tipikusan kora tavasszal jelenik meg, ritkán késő ősszel, de akár a téli hónapokban is találkozhatunk vele.
Kímélendő faj.

## Megjelenése
Termőtestei 1–3 cm átmérőjűek, magassága általában 1–2 cm.
Fiatalon nagyjából szabályos csésze alakú, később egyre jobban ovális formájúvá válik.
Belsejének színe skarlátvörös, felülete sima, fényes. Széle kezdetben enyhén befelé hajlik, majd később hullámossá válik. Néha fogazott lehet.
Külseje halvány krémszínű, világossárga, rózsaszín, vagy narancssárga, néha piszkosfehér, (nedvességtartalomtól függőven) hullámos, fehér szőrökkel borított.
Húsa fehér színű, vékony, könnyen törhető, viaszszerű.
Szára fehéres színű, finoman szőrös, 0,5–3 cm hosszú, de néha teljesen hiányozhat is. 
Spóra színe fehér, 25–37 x 9,5–15 μm hosszú, ellipszoid alakú, szinte mindig lekerekített végű, sima, sok kis olajcseppel, melyek kezdetben véletlenszerűen helyezkednek el, majd éretté válva gyakran összpontosulnak a spórák végei felé.
Létezik egy meglehetősen ritka narancsszínű színváltozata is, ami megjelenésre könnyen összetéveszthető a Narancsszínű csészegombával. Megkülönbözteti őket, hogy az Osztrák csészegomba narancsszínű színváltozata korhadó ágakon nő, jellemzően a téli időszakban. Ezzel szemben a Narancsszínű csészegomba földön nő és nyári-őszi faj, vagyis azonos időszakban nem találkozhatunk vele.

## Fogyaszthatósága
Ehető gomba, de élvezeti értéke csekély.
Mivel íze, és illata nincsen, valamint mérete is apró, emiatt a gombagyűjtőknek sem kedvelt fajtája. Ételek dekorálásánál jól mutatna, de főzéskor elveszíti élénkpiros színét.

## Hasonló fajok
- Piros csészegomba

Ennek a fajnak a csészéjének külső oldalán egyenesek a szőrök.
Szabad szemmel megkülönböztethetetlen az osztrák csészegombától, biztonságos eredményt, csak spórái eltérő alakjának mikroszkopikus vizsgálata ad. Az osztrák spóráinak vége ovális, lapított, míg a pirosénak lekerekített, kissé szögletes.
- Narancsvörös csészegomba

Mérete nagyobb, színe inkább narancssárga, mint piros, talajon nő, nem korhadó fákon.
- Sarcoscypha jurana

Teljes biztonsággal csak mikroszkóp segítségével lehet megkülönböztetni őket.
Más Sarcoscypha fajok elterjedése sokkal kisebb, spóráik eltérnek.
|  |  |  |  |